# Natalia Avelon
Natalia Avelon (bürgerlich Natalia Siwek; * 29. März 1980 in Wrocław, Polen) ist eine deutsche Schauspielerin und Sängerin.

## Leben und Werk
Im Alter von acht Jahren übersiedelte Natalia Avelon mit ihrer Familie nach Ettlingen in den Stadtteil Schöllbronn. Erst dort erlernte sie die deutsche Sprache. Sie absolvierte ihr Abitur 2000 am Albertus-Magnus-Gymnasium. Als Jugendliche entdeckte sie bereits ihre Leidenschaft für den Film und studierte, nachdem sie zwischenzeitlich als Fotomodell gearbeitet hatte, Theaterwissenschaft in München.
Ihre Schauspielkarriere begann sie 1998 mit einigen Werbefilmen, ehe sie durch ihre Mitwirkung in der Fernsehserie Verbotene Liebe erste Erfahrungen im Filmgeschäft sammeln konnte. Weitere Filmrollen folgten, darunter auch Auftritte in Fernsehfilmen und im Prolog der 2002 veröffentlichten „Extra-Large“-Version des Kinofilms Der Schuh des Manitu.
Ihre erste große Hauptrolle spielte sie 2007 als Uschi Obermaier in Das wilde Leben. Außerdem wirkte sie im Videoclip zu On Fire mit, der zweiten Single des Albums The Golden Foretaste of Heaven von Alec Empire. Für den Film Das wilde Leben nahm sie zusammen mit Ville Valo eine Neuauflage des Hits Summer Wine von Lee Hazlewood und Nancy Sinatra auf. Die Single erschien am 26. Januar 2007 und erreichte im März Platz zwei der deutschen Singlecharts. 2017 veröffentlichte sie mit Love Kills (Liebe tötet) ihr Debütalbum. Zu den prominenten Helfern, die an dem Album mitwirkten, gehören Bela B, Betty Dittrich und Guy Chambers.
Zudem ist Natalia Avelon Mitglied des SWR3 LiveLyrix-Ensembles. Im September 2021 erschien eine Fotoserie in der deutschen Ausgabe des Playboy-Magazins. 2022 nahm sie an der 6. Staffel der Prominenten-Ausgabe von Das große Backen teil und belegte den vierten Platz.
In der Spielzeit 2023/24 spielt Avelon im Kölner „Theater am Dom“ in der Komödie Weinprobe für Anfänger von Ivan Calbérac.

## Filmografie (Auswahl)

### Kino
- 2002: Der Schuh des Manitu („Extra Large“-Version)
- 2002: Der weiße Hirsch (Kurzfilm)
- 2007: Das wilde Leben
- 2008: Far Cry
- 2008: Hell of a Night
- 2008: 80 Minutes
- 2009: Phantomanie
- 2011: Gegengerade – Niemand siegt am Millerntor
- 2011: Wunderkinder
- 2012: Absturz (Kurzfilm)
- 2014: Alles inklusive
- 2018: Spielmacher
- 2020: Es ist zu deinem Besten
- 2024: Bad Director
- 2024: Haltlos

### Fernsehfilme und -serien
- 1999: Streit um drei
- 2001: Verbotene Liebe, als Janina Kirsch (11 Episoden)
- 2001: Der Club der grünen Witwen
- 2002: Zwei Engel auf Streife – Wodka auf Ex
- 2002: Rosa Roth – Geschlossene Gesellschaft
- 2003: Marienhof, als Constanze Vinotti
- 2004: Der Bulle von Tölz: Süße Versuchung
- 2004: Prinz und Paparazzi
- 2005, 2012: Ein Fall für zwei (2 Episoden)
- 2005: Sturm der Liebe (2 Episoden)
- 2005: Bewegte Männer – Die Oberweitenreform
- 2007: Das Echo der Schuld
- 2008: Tatort – Tod einer Heuschrecke
- 2009: So ein Schlamassel
- 2009: Der Kriminalist – Das Geständnis
- 2010: Kommissar LaBréa – Todesträume am Montparnasse
- 2010: Kreutzer kommt
- 2010: Mordkommission Istanbul – Die steinernen Krieger
- 2010: Oh Shit!
- 2011: Strike Back (3 Episoden)
- 2011: Mord in bester Gesellschaft – Der Fluch der bösen Tat
- 2012: Götter wie wir (6 Episoden)
- 2005: Ein Fall für zwei – Tod im Ring
- 2013, 2015: SOKO 5113 (2 Episoden)
- 2013: SOKO Wien – Drehschluss
- 2014: Na krawedzi (5 Episoden)
- 2015: Przypadki Cezarego P. – Lady P
- 2015: Die Bergretter – Auf der Kippe
- 2015: Drunter und Brüder
- 2015: Rosamunde Pilcher – Vollkommen unerwartet
- 2016: Böser Wolf – Ein Taunuskrimi
- 2018: The Team (2 Episoden)
- 2019: Professor T – Der perfekte Mord
- 2019: Der gute Bulle: Friss oder stirb
- 2020: SOKO München – Ein kunstvoller Tod
- 2020: Crews & Gangs
- 2020: Ojciec Mateusz – Klatwa
- 2021: Komisarz Alex – Sejf
- 2021: Nix Festes – Don’t Cha?
- 2022: SOKO Wismar – Spiel des Lebens
- 2024: Das Traumschiff – Hudson Valley

### Musikvideos
- 2007: Summer Wine – Ville Valo & Natalia Avelon
- 2012: Money and Women – Wyn Davies (mit Rolf Eden, Heike Makatsch und Karoline Schuch)
- 2013: Unvergessene Zeit – Down Below feat. Natalia Avelon
- 2017: Blind Belief

## Diskografie

### Alben
- 2017: Love Kills

### Singles
- 2007: Summer Wine (Ville Valo & Natalia Avelon)
- 2013: Unvergessene Zeit (Down Below feat. Natalia Avelon)
- 2017: Blind Belief[9]

## Auszeichnungen
- 2008: DIVA-Award – New Talent of the Year